# Lapu-Lapu (Cebu)

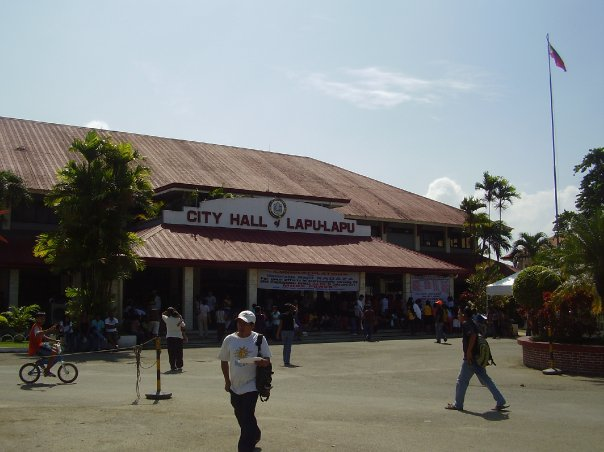
Ajuntament

Lapu-Lapu és una ciutat de primera classe altament urbanitzada de la regió de les Visayas Centrals, a les Filipines. La ciutat, que antigament formava part de la província de Cebu, ocupa la major part de l'illa de Mactan i el seu terme municipal inclou també l'illa d'Olange i altres illes menors. Lapu-Lapu forma part de l'àrea metropolitana de Cebú, amb centre a la ciutat de Cebu. Segons el cens de 2007, té una població de 292.530 habitants.
Lapu-Lapu està unida a l'illa de Cebu, de la qual dista només cinc-cents metres, a través del pont de Mandaue-Mactan i del pont del Senador Marcelo Fernan. L'aeroport internacional de Mactan-Cebu, el segon amb més trànsit de les Filipines, es troba al seu terme municipal. A la ciutat també hi ha l'únic aquàrium de les Visayas, el Mactan Island Aquarium.

## Història

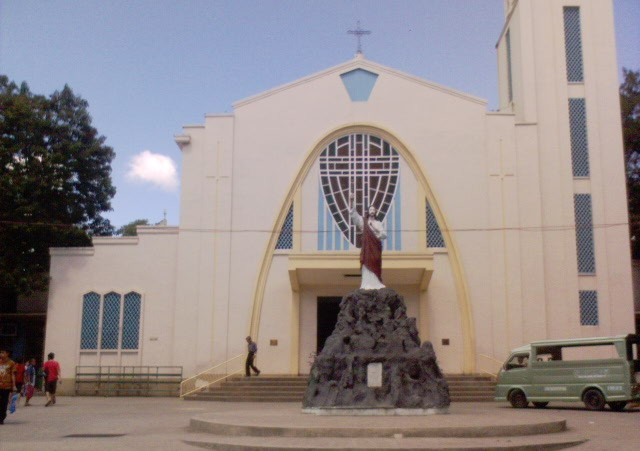
Església Parroquial de la Virgen de la Regla

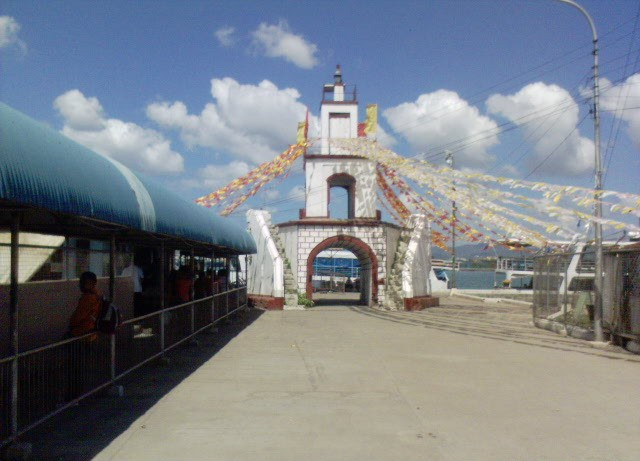
Moll Osmeña

Al segle xvi l'illa de Mactan va ser colonitzada per la Monarquia Catòlica. Els frares agustins fundaren la vila d'Opon l'any 1730, que es va convertir en ciutat l'any 1961, moment en què la ciutat va prendre el nom de Lapu-Lapu en honor del datu Lapu-Lapu, un rei musulmà que va derrotar l'explorador portuguès Fernão de Magalhães el 1521. Aquesta batalla es commemora al santuari de Lapu-Lapu, a la Punta Engaño.

## Divisió administrativa
La ciutat de Lapu-Lapu està dividida en 30 barangays.
| - Agus - Babag - Bankal - Baring - Basak - Buaya - Calawisan - Canjulao - Caw-oy - Cawhagan | - Caubian - Gun-ob - Ibo - Looc - Mactan - Maribago - Marigondon - Pajac - Pajo - Pangan-an | - Población - Punta Engaño - Pusok - Sabang - Santa Rosa - Subabasbas - Talima - Tingo - Tungasan - San Vicente |